# Sandro Foda
Sandor Foda (ur. 28 grudnia 1989 w Moguncji) – niemiecki piłkarz występujący na pozycji pomocnika. Jest wychowankiem Sturmu Graz, w którym obecnie występuje. Jest synem trenera Sturmu, Franco Fody.